# Pontos extremos da Letônia

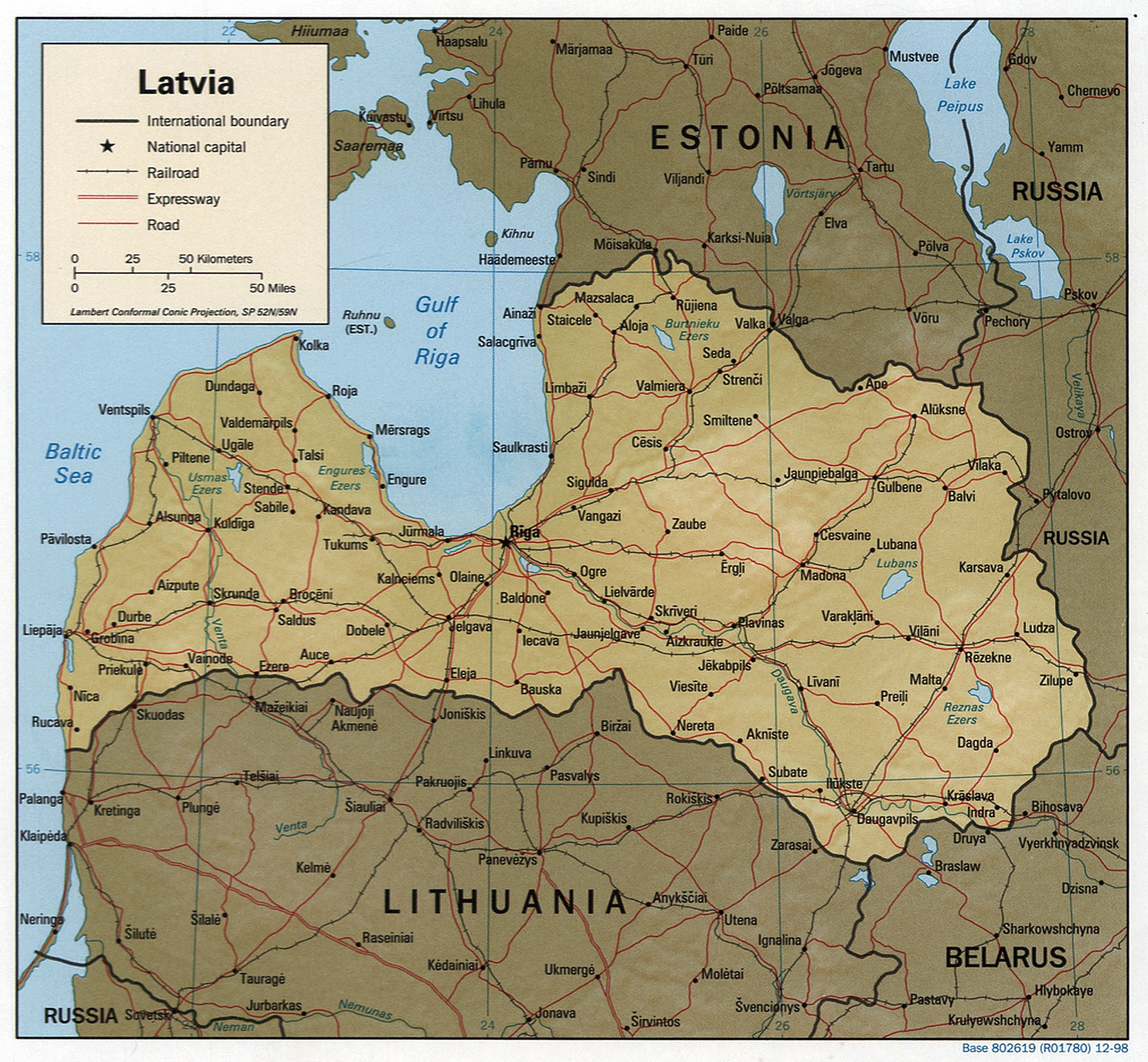
Mapa da Letônia

Esta é a lista dos pontos extremos da Letônia, os locais mais a norte, sul, leste e oeste no território letão, bem como os extremos altimétricos.

## Latitude e longitude
- Ponto mais setentrional: Rūjiena, Valmiera (58° 05′ 06,49″ N, 25° 11′ 57,13″ L)
- Ponto mais meridional: Daugavpils, Daugavpils (55° 40′ 29,9″ N, 26° 35′ 49,97″ L)
- Ponto mais ocidental: Liepāja, Liepaja (56° 21′ 14,16″ N, 20° 58′ 12,55″ L)
- Ponto mais oriental: Zilupe, Ludza (56° 23′ 00″ N, 28° 07′ 00″ L)

## Altitude
- Ponto mais alto: Gaiziņkalns, 312 m ( Coordenadas : formato inválido)
- Ponto mais baixo: Mar Báltico